# Mississauga—Malton (circonscription provinciale)
Circonscription électorale provinciale du Canada
Mississauga—Malton est une circonscription provinciale de l'Ontario représentée à l'Assemblée législative de l'Ontario depuis 2018. 

## Géographie
Située au nord de Toronto, la circonscription consiste en une partie de la ville de Mississauga dans la municipalité régionale de Peel.
Les circonscriptions limitrophes sont Brampton-Est, Brampton-Centre, Brampton-Sud, Mississauga—Streetsville, Mississauga-Centre, Mississauga-Est—Cooksville, Etobicoke-Centre et Etobicoke-Nord.  

## Historique
| Législature | Années        | Député | Député       | Parti                     |
| --- | ------------- | ------ | ------------ | ------------------------- |
| Mississauga—Malton Circonscription issue de Bramalea—Gore—Malton, Mississauga—Brampton-Sud et Mississauga—Streetsville |               |        |              |                           |
| 42e | 2018-2022     |        | Deepak Anand | Progressiste-conservateur |
| 43e | 2022–2025     |        | Deepak Anand | Progressiste-conservateur |
| 44e | 2025–en cours |        | Deepak Anand | Progressiste-conservateur |

## Circonscription fédérale
Depuis les élections provinciales ontariennes du 4 octobre 2007, l'ensemble des circonscriptions provinciales et des circonscriptions fédérales sont identiques.